# Skellefteå Kraft Arena
Skellefteå Kraft Arena är en ishockey- och evenemangsarena i Skellefteå som ägs av Skellefteå Kommun. Skellefteå Kraft Arena är känd som Skellefteå AIK:s hemmaarena, men här spelar också SK Lejon sina hemmamatcher, och arenan rymmer vid hockeymatcher 5801 åskådare. Till anläggningen hör även två andra mindre ishallar, en curlinghall, friidrottshall, en klättervägg samt restaurang. I nära anslutning till arenan finns också en tennishall.
Byggnaden byggdes 1966 som Skellefteå Isstadion, och invigdes 6 januari 1967 med en ishockeymatch mellan Västerbottens länslag och Sovjet B. Från början bestod isstadions läktare till övervägande del av ståplatser. 
I december 1999 och januari år 2000 spelades juniorvärldsmästerskapet i ishockey i Skellefteå Isstadion. Finalen spelades mellan Ryssland och Tjeckien, och slutade mållös efter full tid och förlängning. Tjeckien segrade till slut på straffar.
Under 2007 genomgick byggnaden en omfattande ombyggnad och Skellefteå Kraft köpte rättigheterna till namnet. Den 12 januari 2008 invigdes den ombyggda arenan och bland andra Lena Philipsson, Orup och Tomas Ledin uppträdde.
En av deltävlingarna i Melodifestivalen 2005, 2009, 2013 och 2017 hölls i arenan.
Skellefteå Kraft Arena brukar kallas för "Templet" eller "Ladan" av lokala ishockeysupporterkretsar.
Konventet Nordsken arrangerades 2017, 2018, 2019 och 2022 i Skellefteå Kraft Arena.